# 母音交替
母音交替（ぼいんこうたい、英: apophony, vowel gradation, ablaut）とは、一つの言語の中で、母音が変化することにより単語が別の単語に変化（派生）したり、文法上の機能が変化（活用や格変化など）したり、あるいは環境によって（他の語との合成語形成などで）母音が変化する現象をいう。世界の様々な言語に見られる。種類によっては母音変異などともいう。
文法的な機能のある母音交替は、接辞の交替によるものと、語幹に含まれる母音の交替に分けられる。
なおこれとは別に、別の関係のある言語（あるいは方言）の間で対応する単語に母音の違いが見られること（歴史的な母音推移による）を指して母音交替という場合もある。

## 例

### 日本語
動詞の活用：五段・カ変・サ変の各活用の語尾変化は母音交替の形をとる（語尾音節の子音を語幹に含め、母音のみを語尾と見ることもできる）。古語・一部方言では上二段・下二段活用も母音が交替する（語幹母音の交替）。
名詞：独立形と接続形（合成語にする形）で語尾の母音が異なる例が多く見られる。例としては、かぜ（風）＋上→かざかみ（風上）、き（木）＋立→こだち（木立）、かみ（神）→かむながら（惟神）など。これは一説によると接続形の語尾に接尾辞イがつき、融合して別の母音となって独立形ができたという（大野晋ら；異論もある）。
「ひとつ」から「とお」までの和語の数詞のなかには、母音交替により 2 倍を示すものがある。すなわち、ヒ (1) - フ (2) の対、ミ (3) - ム (6) の対、ヨ (4) - ヤ (8) の対である。イツ (5) - ト (10) を加えることもある。

### 母音調和によるもの
モンゴル語、トルコ語などで助詞・接尾辞の母音が語幹の母音に応じて変化する（母音調和）。現代朝鮮語でも活用語尾に見られる。

### インド・ヨーロッパ語族
インド・ヨーロッパ語族に属する言語では、動詞の活用や名詞の数・格などによる変化は、一般に語尾の変化によって行われるが、この中には母音が変化するものもある。
そのほか、語幹の母音が変化する現象も多く見られる。これはウムラウト（Umlaut）とアプラウト（Ablaut）に分けられる。現代ではドイツ語などにみられるが、英語にも例が多いのでそれらを例に示す。
ウムラウト：
mouse→mice、foot→feet
など不規則名詞の複数形。
アプラウト：
sink→sank, sunk
sit→sat（またsetも同語源）
など不規則（強変化）動詞の活用。
歴史的にはウムラウトは語尾にあったiの影響で母音が変化した（同化）と考えられ、アプラウトはインド・ヨーロッパ祖語にまで遡る古い現象と考えられる。
ウムラウトのことを母音変異とも呼び、アプラウトという用語で他の言語も含め母音交替一般を指すこともある。

### セム語
セム語族ではアラビア語、ヘブライ語などの動詞の、過去形（完了形）と現在形（未完了形）の語幹母音がアプラウトと見られる。たとえば古典アラビア語で「書く」（過去形語幹 katab-／現在形語幹 -ktub）のような他動詞の多くはのように a / u ないし a / i で、「着る」（labis-／-lbas）のような再帰動詞や自動詞の多くが i / a になっている。

### 声喩（擬音語・擬態語）
日本語の声喩では単純に同じものを繰り返すのが普通である（カリカリ、ゴトゴトなど）が、英語などでは母音を変えて繰り返す例が多い（アプラウト的重畳：Flip-flop、Tick-tackなど）。